# Marburger Kreisbahn 3
Die zweiachsige Dampflokomotive Marburger Kreisbahn 3 war eine ehemalige Preußische T2 und wurde bei der Kreisbahn von 1906 bis 1910 eingesetzt. Gegenüber der Ursprungsausführung hatte die Maschine einen vergrößerten Raddurchmesser.
Die Tenderlokomotive wurde 1910 an einen privaten Betrieb verkauft, das weitere Schicksal der Lok ist nicht nachvollziehbar.

## Geschichte
Die Lokomotive soll nach Unterlagen der Preußischen Staatseisenbahn die Bezeichnung Cassel T 1 1926 getragen haben und soll nach dem Kgl. Eisenbahn-Zentralamt in Cassel T 2 6033 umbenannt worden sein.
Da um 1906 bei der Marburger Kreisbahn lediglich zwei Dampflokomotiven eingesetzt waren, sah sich die Bahnverwaltung nach einer preisgünstigen Alternative um, um Engpässe zu vermeiden. Die Lokomotive wurde über einen Zwischenhändler von der KPEV gekauft und traf am 24. April 1906 bei der Kreisbahn ein. Ihr Reibungsgewicht reichte nicht aus, um schwere Züge auf der Strecke nach Dreihausen zu befördern. Die Lok konnte lediglich Reisezüge, bestehend aus zwei Wagen, pünktlich nach Dreihausen befördern. 1910 wurde die Lok an eine private Firma in Braunschweig verkauft. Sie wurde dort im Bauzugdienst weiterverwendet. Danach verliert sich ihre Spur.

## Technik
Die Lokomotive hatte einen Innenrahmen und gegenüber der Ursprungsausführung der T 2 einen vergrößerten Raddurchmesser von 1.524 mm. Vermutlich war der Wassertank zwischen den Rahmenwangen gelagert. Die seitlichen Kästen wurden als Kohlekästen verwendet. Zudem besaß sie neben dem Dampfdom, dem Sanddom und dem Sicherheitsventil der Bauart Ramsbotton ein Dampfläutewerk. Die Bauart der Steuerung ist nachgewiesen. Die Lokomotive war mit einer Heberleinbremse und einer Handbremse ausgerüstet, die Kesselspeisung erfolgte durch zwei nichtsaugende Injektoren von Körting.